# Rhacophorus arvalis
Espèce
Statut de conservation UICN

 EN B1ab(iii)+2ab(iii) : En danger
Rhacophorus arvalis est une espèce d'amphibiens de la famille des Rhacophoridae.

## Répartition et habitat
Cette espèce est endémique du sud-ouest de Taïwan. Elle se rencontre, jusqu'à 1 000 m d'altitude, dans les régions agricoles des comtés de Chiayi, Yunlin et Tainan,.
Elle vit dans les forêts de bambous, les vergers et les cultures (notamment de sucre de canne).

## Mode de vie
C'est une espèce nocturne, active durant la saison de pluies d'avril à août. Les adultes se nourrissent de Calliphoridae

## Publication originale
- Lue, Lai & Chen, 1995 : A New Rhacophorus (Anura: Rhacophoridae) from Taiwan. Journal of Herpetology, vol. 29, no 3, p. 338-345.